# Babice (okres Prachatice)
Obec Babice (něm. Bowitz) se nachází v okrese Prachatice v Jihočeském kraji, zhruba 4 km jihovýchodně od Netolic, 17 km východně od města Prachatice a 18 km západně od krajského města Českých Budějovic a 119 km jižně od Prahy. Babice leží na východním okraji Šumavského podhůří (podcelek Bavorovská vrchovina, okrsek Netolická pahorkatina); protéká jimi Lužický potok. Žije zde 161 obyvatel.

## Historie
První písemná zmínka o obci pochází z roku 1259.  V letech 1938 až 1945 byly Babice, v důsledku uzavření Mnichovské dohody, přičleněny k nacistickému Německu.
V letech 1961–1976 byla vesnice spolu se svou částí Zvěřetice součástí obce Chvalovice, od 30. dubna 1976 do 23. listopadu 1990 součástí obce Němčice a od 24. listopadu 1990 se stala samostatnou obcí.
Právo užívat znak a vlajku bylo obci uděleno rozhodnutím předsedy Poslanecké sněmovny Parlamentu České republiky dne 24. listopadu 2014.

## Obyvatelstvo
| Rok            | 1869 | 1880 | 1890 | 1900 | 1910 | 1921 | 1930 | 1950 | 1961 | 1970 | 1980 | 1991 | 2001 | 2011 | 2021 |
| -------------- | ---- | ---- | ---- | ---- | ---- | ---- | ---- | ---- | ---- | ---- | ---- | ---- | ---- | ---- | ---- |
| Počet obyvatel | 295  | 316  | 269  | 253  | 271  | 276  | 254  | 160  | 143  | 117  | 65   | 62   | 78   | 88   | 134  |
| Počet domů     | 56   | 56   | 57   | 51   | 52   | 55   | 56   | 59   | 38   | 37   | 27   | 46   | 45   | 45   | 64   |

## Pamětihodnosti
V Babicích jsou evidovány 4 objekty, chráněné jako kulturní památky ČR:
- Usedlost čp. 5
- Sýpka u usedlosti čp. 11
- Boží muka
- Trafostanice

## Galerie

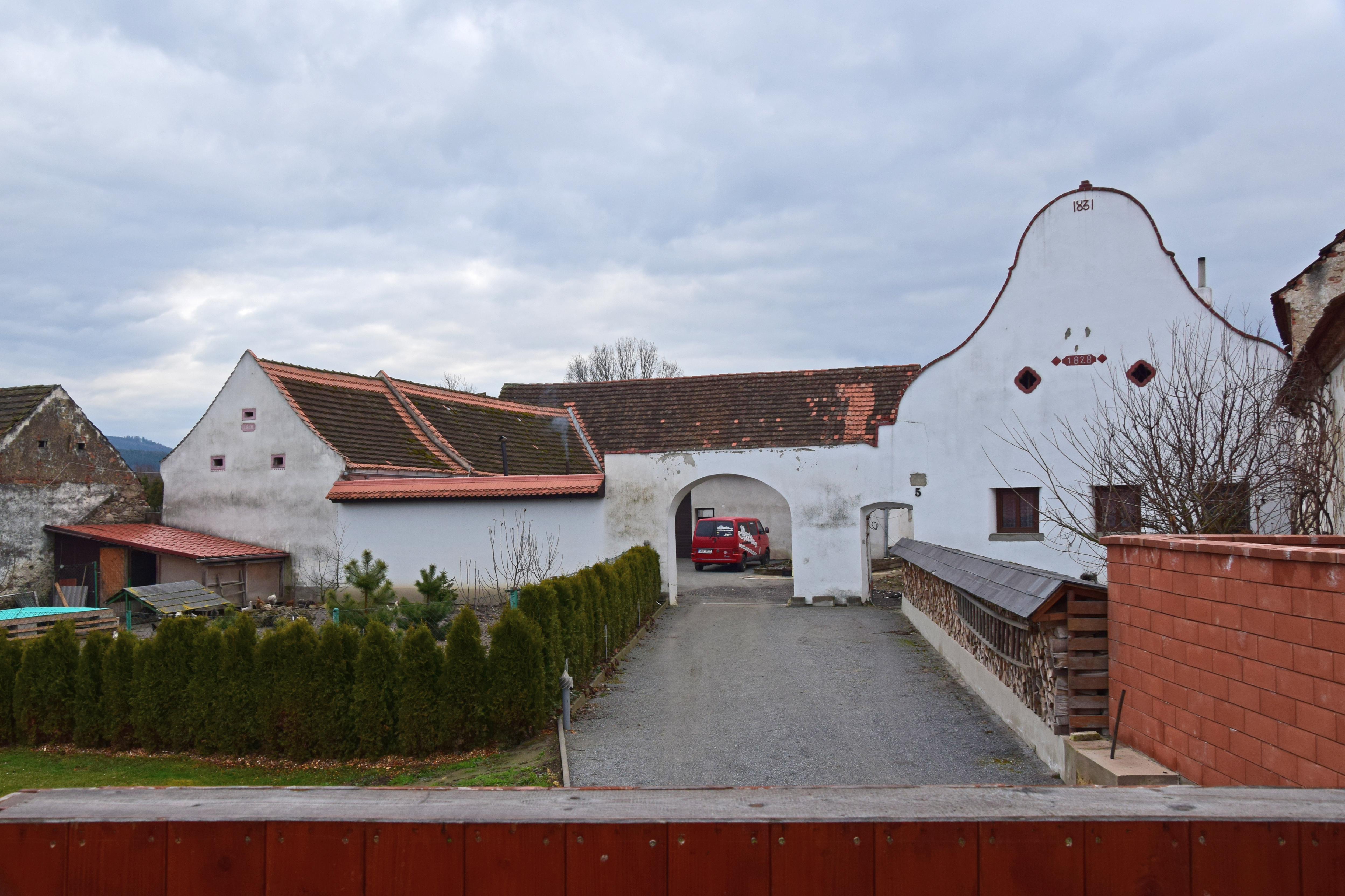
Usedlost čp. 5
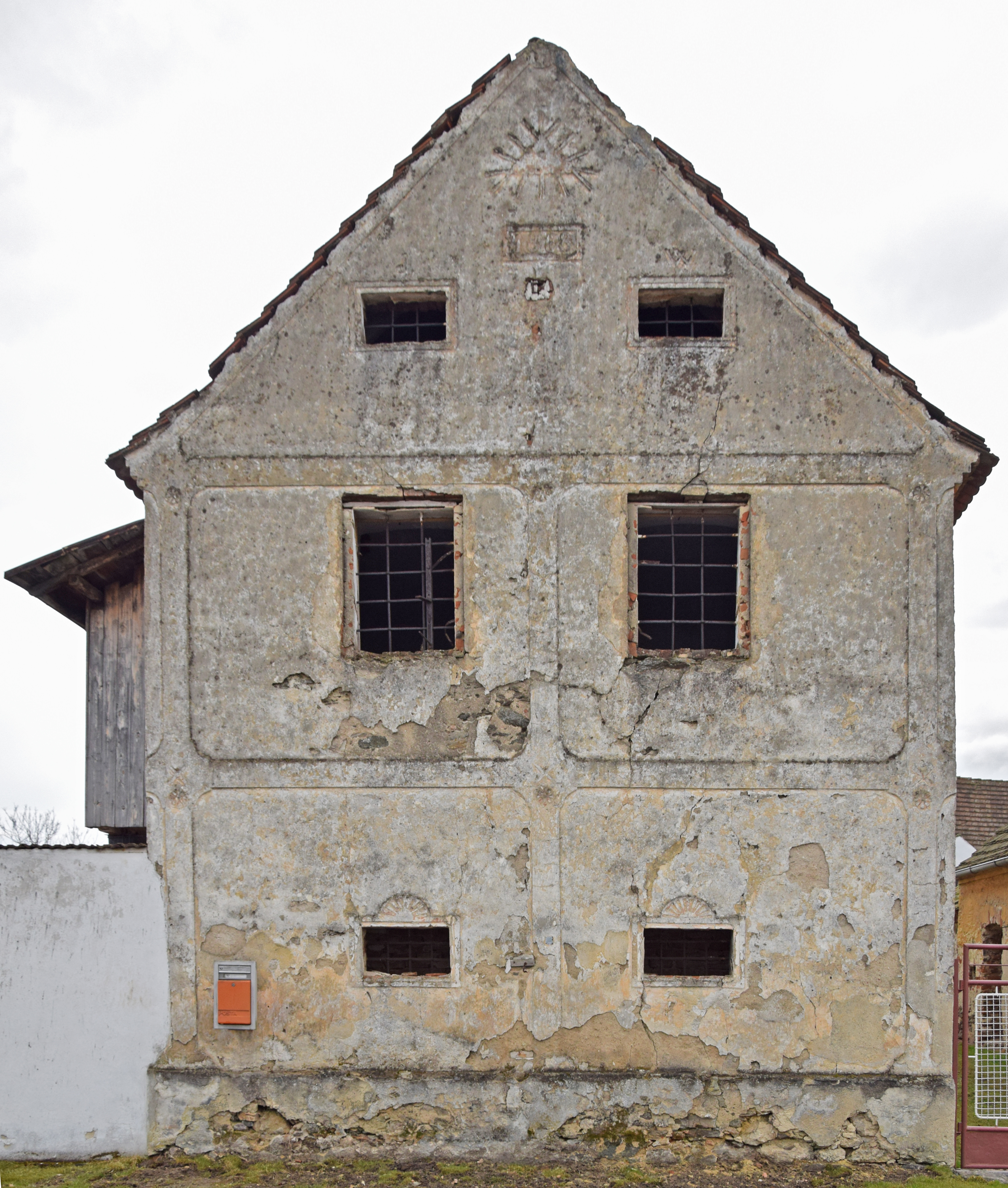
Sýpka u čp. 11
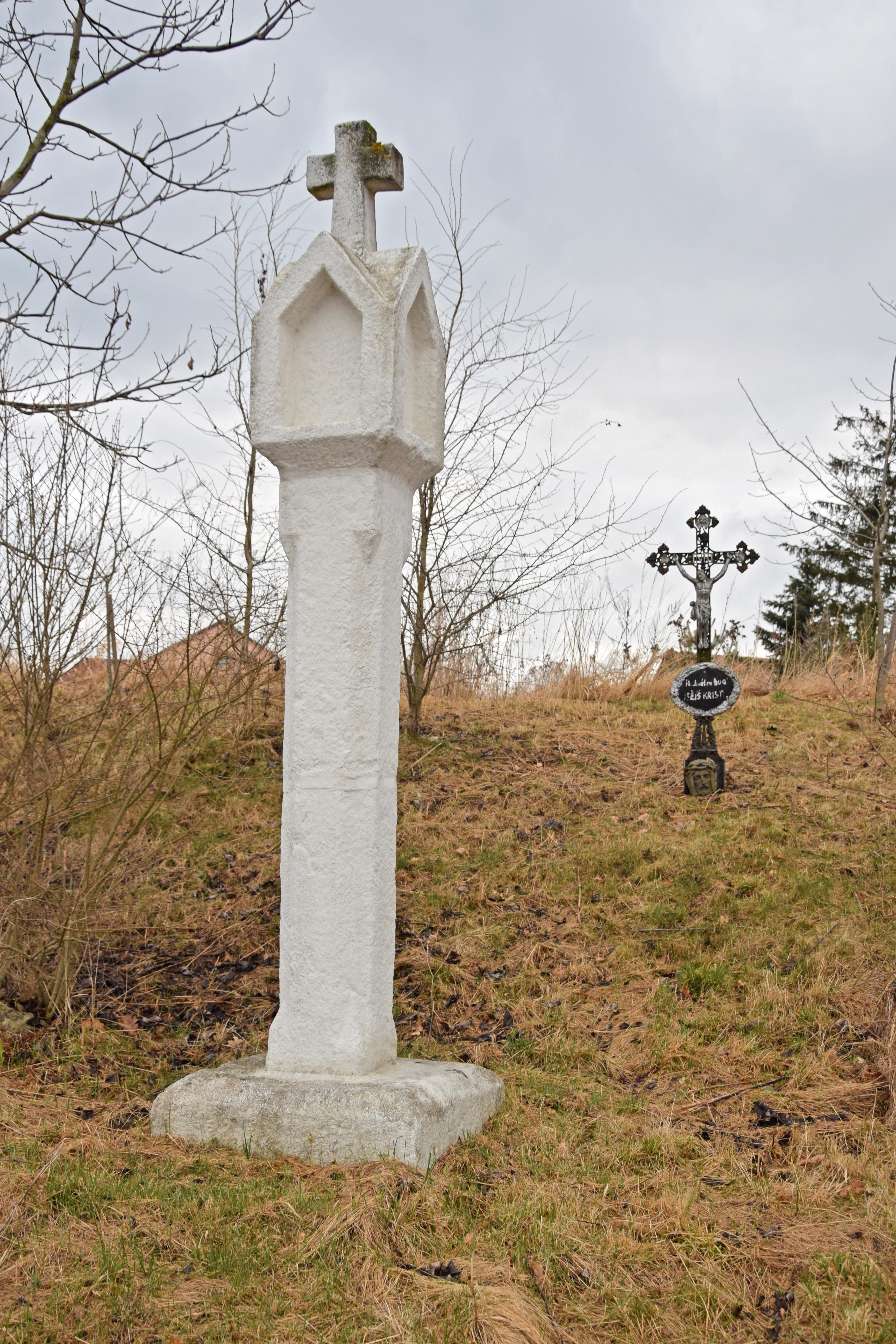
Boží muka
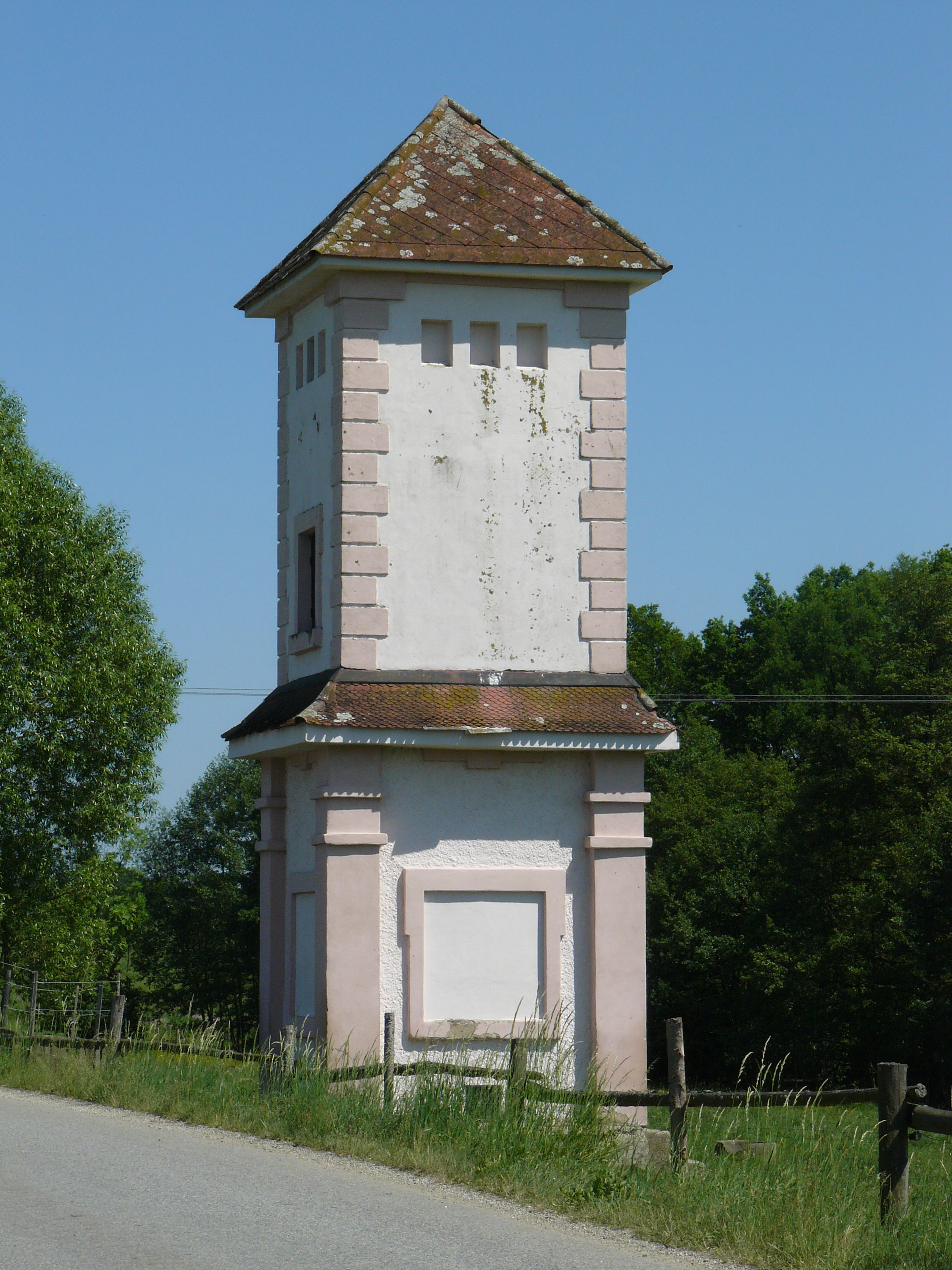
Trafostanice

## Části obce
- Babice
- Zvěřetice